# دیوید هاوارد
دیوید هاوارد (انگلیسی: David Howard; ۶ اکتبر ۱۸۹۶ – ۲۱ دسامبر ۱۹۴۱) یک کارگردان فیلم اهل ایالات متحده آمریکا بود. وی کارگردان فیلم‌هایی همچون جنگل گمشده بوده‌است.